# Zamek Staatz

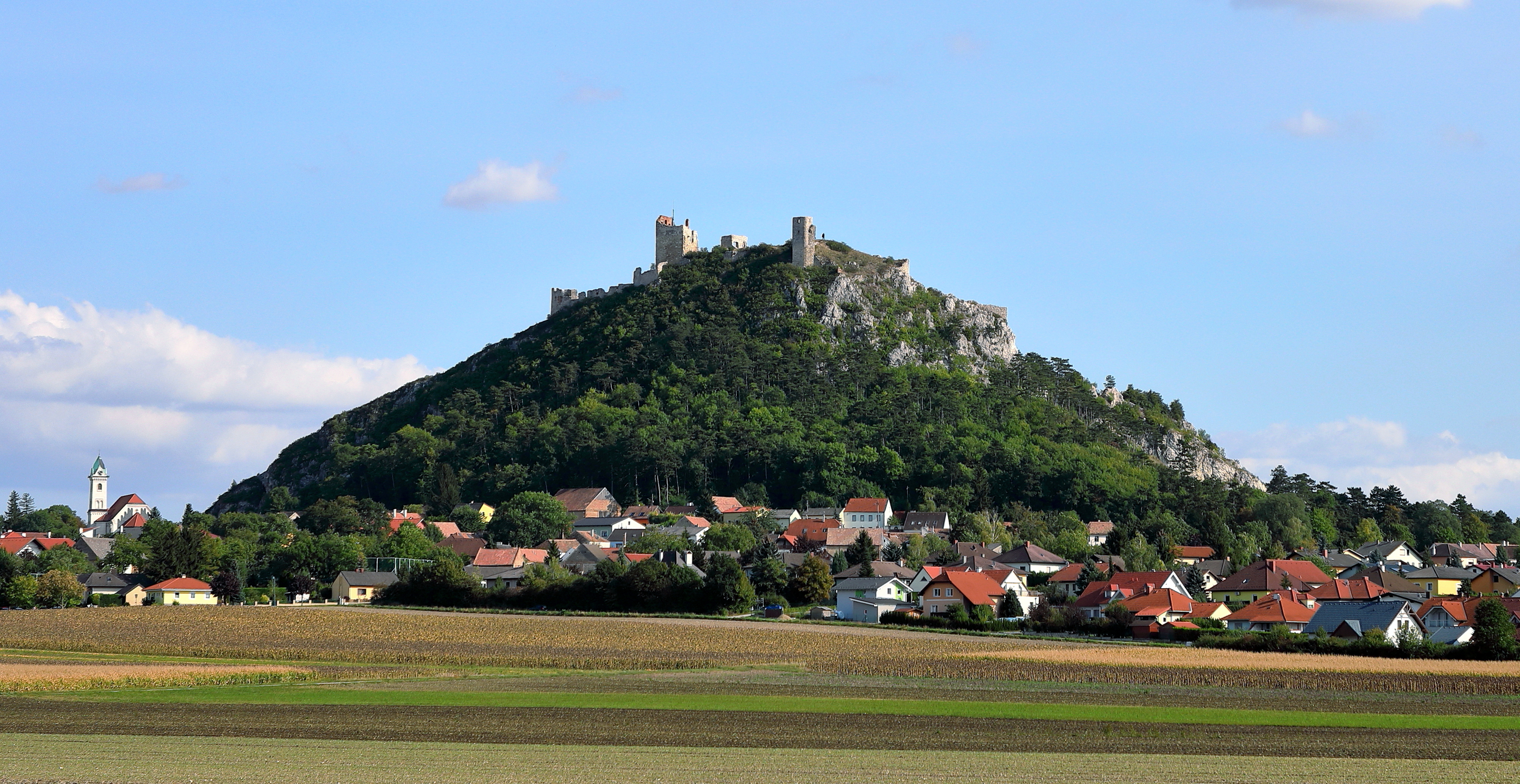
Ruiny zamku Staatz

Zamek Staatz – ruiny zamku w Dolnej Austrii, w rejonie Weinviertel, 50 km na północ od Wiednia, 10 km od granicy z Czechami.

## Położenie
Zamek miał bardzo dobre położenie strategiczne. Znajduje się na wapiennym skalistym wzgórzu o wysokości 332 m n.p.m. Zamkowe wzgórze wyraźnie góruje nad lekko pofalowaną okolicą, jego wysokość względna to ok. 100 m.

## Historia
Pierwsza wzmianka o zamku pochodzi z roku 1072. Król Przemysł Ottokar II (1232–1278) oddał warownię w lenno Ottonowi von Maissau. Pod jego rządami nastąpił rozkwit zamku i położonej u jego stóp miejscowości Staatz. W roku 1430, po stłumieniu powstania przeciwko władzy Albrechta II Habsburga zamek został odebrany dotychczasowym użytkownikom i oddany w lenno Niklasowi von Drasenhofen. Kolejnymi lennikami władającym zamkiem byli baronowie von Roggendorf, a następnie baronowie von Breuner. W roku 1600 baron Seyfried Christoph von Breuner kupił zamek od cesarza na własność.
W roku 1645, w czasie trwania wojny trzydziestoletniej, zamek został zdobyty i zniszczony przez Szwedów. Od tamtej pory pozostaje ruiną.

## Dzisiaj
Do naszych czasów zachowały się pozostałości zamkowej bramy i część romańskiego pałacu oraz ruiny wieży. Wstęp do ruin wolny. W odległości ok. 10 km na północny wschód od ruin zamku Staatz znajdują się ruiny zamku Falkenstein.